# Wybory prezydenckie na Kubie w 2023 roku
Wybory prezydenckie na Kubie w 2023 roku – przeprowadzone 19 kwietnia 2023 pośrednie wybory prezydenckie, w wyniku których wyłoniony został prezydent i wiceprezydent Kuby.

## Geneza
Obowiązująca w latach 1976-2019 kubańska konstytucja zastąpiła urząd prezydenta stanowiskiem przewodniczącego Rady Państwa. Objął je kubański przywódca Fidel Castro i pełnił przez ok. 30 lat. Funkcję tę następnie sprawował jego brat Raul, zastąpiony przez Miguel Díaz-Canel'a. Nowa kubańska konstytucja obowiązująca od 2019 przywróciła urząd prezydenta i wiceprezydenta Republiki Kuby, wybieranych przez jednoizbowy parlament – Zgromadzenie Narodowe. Wyłoniony w tej procedurze na czteroletnią kadencję został dotychczasowy przewodniczący Rady Państwa Miguel Díaz-Canel, a wiceprezydentem został Salvador Valdés Mesa. 

## Wybory
W marcu 2023 przeprowadzono wybory do Zgromadzenia Narodowego i jednym z zadań nowo wybranego parlamentu stał się wybór prezydenta. Jedynym kandydatem był lider Komunistycznej Partii Kuby i urzędujący prezydent Miguel Díaz-Canel. Zagłosowało na niego 459 z 462 deputowanych do Zgromadzenia. Parlament zagłosował również nad wyborem wiceprezydenta Kuby, którym wybrany został sprawujący urząd Salvador Valdés Mesa (otrzymał 439 głosów):
| Kandydat       | Kandydat          | Partia         | Partia                    | Liczba głosów | Procent |
| -------------- | ----------------- | -------------- | ------------------------- | ------------- | ------- |
|                | Miguel Díaz-Canel |                | Komunistyczna Partia Kuby | 459           | 99,3%   |
| inny kandydat  | inny kandydat     | inny kandydat  | inny kandydat             | 1             | 0,2%    |
| głosy nieważne | głosy nieważne    | głosy nieważne | głosy nieważne            | 2             | 0,4%    |
| Łącznie        | Łącznie           | Łącznie        | Łącznie                   | 462           | 100%    |

| Kandydat       | Kandydat             | Partia         | Partia                    | Liczba głosów | Procent |
| -------------- | -------------------- | -------------- | ------------------------- | ------------- | ------- |
|                | Salvador Valdés Mesa |                | Komunistyczna Partia Kuby | 439           | 95,02%  |
| głosy nieważne | głosy nieważne       | głosy nieważne | głosy nieważne            | 23            | 4,98%   |
| Łącznie        | Łącznie              | Łącznie        | Łącznie                   | 462           | 100%    |